# ヘヘヘイ
『ヘヘヘイ』は、2002年9月4日に発売された奥田民生14枚目のシングル。完全生産限定アナログ盤も同時発売。

## 解説
- 前作「花になる」から半年ぶりのリリース。アルバム『E』の先行シングル。
- 「ヘヘヘイ」は『The STANDARD』と同時期にレコーディングしていた。カップリングの「抱きしめたい」はチャーリー・ドレイトンと日本でレコーディングした曲で後に奥田自身「なぜこの2曲を一緒にしたのか謎」と語っている。
- スタッフは「アップテンポでノリがいい」との理由で「御免ライダー」を先行シングルにしようとしていたが、奥田が「アルバムの中でも浮いている曲を先行シングルにしてどうする」と猛反対し、製作時期が早く、そのころにはすっかり存在感の無くなっていた「ヘヘヘイ」を「あらためて新曲と思って聴いてみろ、どうだ」とスタッフを説得した。

## 収録曲
1. ヘヘヘイ (4:32)
（作詞：奥田民生 作曲・編曲：奥田民生、アンディ・スターマー）
トリビュートアルバム「奥田民生・カバーズ」では、ウルフルズがカバーしている（「トロフィー」とのメドレー）。
2. 抱きしめたい (3:24)
（作詞・作曲・編曲：奥田民生）
3. The STANDARD〜消灯〜 (1:13)
（作曲：奥田民生、アンディ・スターマー）
インスト曲、根岸による一発録音。

### アナログ盤
1. ヘヘヘイ
2. ルパン三世主題歌 II

## 収録アルバム
- E (#1)
- 記念ライダー2号〜オクダタミオシングルコレクション〜 (#1)
- BETTER SONGS OF THE YEARS (#2,3)

## 参加ミュージシャン
「ヘヘヘイ」
- 奥田民生 - ボーカル、ギター、ハーモニー
- アンディ・スターマー - ドラムス、パーカッション、ハーモニー
- スティーヴン・マクドナルド - ベース
- アイヴァン・ネヴィル - キーボード
- レニー・カストロ - パーカッション

「抱きしめたい」
- 奥田民生 - ボーカル、ギター、パーカッション
- チャーリー・ドレイトン - ドラムス、ハーモニー
- 斎藤有太 - キーボード
- 小原礼 - ベース

「The STANDARD〜消灯〜」
- 根岸孝旨 - ベース